# Giornata internazionale della danza
La Giornata Internazionale della Danza (International Dance Day) è una celebrazione globale per la danza promossa dal International Dance Council - Conseil International de la Danse (CID) e il Comitato per la Danza dell'International Theatre Institute - ITI, i principali partner per le arti performative dell'UNESCO. È celebrata ogni 29 aprile in tutti i paesi del mondo.
La commemorazione è stata istituita nel 1982. La data commemora la nascita di Jean-Georges Noverre (1727-1810), autore delle Lettere sulla danza (1760), che fu il più grande coreografo della sua epoca, il creatore del balletto moderno.

## Messaggi ufficiali per la Giornata Internazionale della Danza

### 2011
La voglia di ballare è un impulso naturale e a modo loro i ballerini onorano la natura: lasciando che l’energia cosmica scorra dentro i loro corpi si mettono in contatto con l’Universo. Nel corso dell’anno insegniamo danza, facciamo prove e ci esibiamo tra quattro mura. 
In questa giornata speciale dedicata alla danza, facciamo la differenza esibendoci o insegnando a chiunque, anche al freddo o sotto la pioggia, su un terreno sconnesso o con il vento che ci ruba la musica! 
La bellezza di questi movimenti e la gioia dipinta sui nostri visi rallegreranno i cuori dei passanti radunati intorno a noi in curiosa spontaneità.»
(Prof. Alkis Raftis - Presidente del Consiglio Internazionale di Danza CID UNESCO Parigi)

### 2019
Quando creano, i coreografi riescono a volte a produrre nello spettatore una connessione con il sacro, l'esoterico, il superbamente ignoto. Oltre alla ricreazione e all'arte, la danza diventa il veicolo di una coscienza elevata, di una ricerca del significato ultimo. Tale coreografia conduce oltre l'osservabile, l'esperito e il conosciuto.
Le Deliadi: ninfe danzanti sull'isola di Delos nell'antica Grecia. Le Devadasi: ancelle di tempio che tramandavano le tradizioni classiche Bharatanatyam e Odissi in India. I Sufi Dervisci: seguaci del poeta persiano Rumi, con la loro danza vorticosa. Preti aztechi "cantavano con i piedi" nel Messico preispanico. La spiritualità è sempre stata presente nella danza.
Assistiamo attualmente alla rapida proliferazione della danza liturgica, specialmente nelle Americhe. La danza ritorna come pratica di culto, forma materiale di preghiera, espressione di devozione a Dio. Migliaia di ministri-coreografi sono formati e stabiliscono le proprie congregazioni. In alcuni luoghi i ministeri di danza sono più numerosi delle scuole di danza convenzionali.
Il tema che proponiamo per la Giornata Internazionale della Danza è “Danza e Spiritualità”.»
(Prof. Alkis Raftis Presidente del Consiglio Internazionale della Danza CID UNESCO Parigi)
La città di Rho dal 2011 porta in scena un evento ufficiale dedicato alla Giornata Internazionale della Danza: RHO DANZA. L'evento ha lo scopo di rivalutare il teatro cittadino e di promuovere la cultura della danza. L'evento ha ingresso gratuito per tutti. Dall'edizione 2012 (28 e 29 aprile 2012) l'evento è patrocinato dall'Assessorato alla Cultura di Rho. 
A causa della pandemia da Covid-19, gran parte degli eventi del 2021 si sono svolti online. La Scala di Milano, ad esempio, è stata in streaming con una lezione completa del corpo di ballo, che è avvenuta sul palcoscenico del teatro, proprio in occasione della celebrazione. Nella stessa giornata, è uscita METAMORPHOSIS, una coreografia registrata di Dawson per il Dutch National Ballet. La creazione è stata prodotta interamente attraverso la piattaforma online Zoom, per rappresentare, secondo le parole di Dawson “la speranza e l’umanità”. Moltissimi, dunque, sono stati gli eventi che si sono tenuti, per dare un messaggio di rinascita dopo un lunghissimo anno di oscurità per il mondo dell’arte e del teatro.
La 12ª edizione dell'evento "Euro Danza" si terrà a Milano al Teatro Spazio Sfera il 18 maggio 2025, evento coreografico dedicato alla Giornata dell'Europa (9 Maggio).

### 2025
Il Messaggio alla comunità artistica internazionale è stato affidato per il 2025 a Mikhail Baryshnikov, ballerino e coreografo, personalità di spicco della danza internazionale, e riflette sull’importanza della danza come espressione artistica in un mondo pervaso da ingiustizie e sofferenze, quale quello contemporaneo.
(Mikhail Baryshnikov, Ballerino, Coreografo)
Tra le varie attività a livello nazionale, la giornata internazionale della danza a Feletto Umberto viene celebrata al nuovo Teatro di Tavagnacco “Paolo Maurensig” con laboratori, esibizioni e il progetto Arearea Dance Library, che promuove danza, cultura, inclusione sociale e rigenerazione degli spazi di Udine.